# Monte Prelà
Il monte Prelà è una montagna dell'Appennino Ligure alta 1.406 m s.l.m.

## Geografia
La montagna è situata nel comune di Torriglia nella città metropolitana di Genova e si trova a sud del monte Antola. Dalle sue pendici nascono i fiumi Scrivia e Trebbia, affluenti di destra del Po.